# Dennis Praet
Pour les articles homonymes, voir Praet.
Dennis Praet, né le 14 mai 1994 à Louvain en Belgique, est un footballeur international belge qui occupe le poste de milieu de terrain au Royal Antwerp FC.

## Biographie

### En club

#### Jeunesse et formation
Dennis Praet a signé un contrat pour le RSC Anderlecht en mai 2010. Il était issu de la filière jeunesse de Genk.

#### RSC Anderlecht (2011-2016)
Le 21 septembre 2011, il dispute son premier match officiel avec le RSC Anderlecht, en étant titularisé face à Lommel United en 1/16 de finale de la Coupe de Belgique où il offre deux passes décisives. Au tour suivant, il marque même son premier but professionnel face à Rupel Boom en Coupe de Belgique, ce qui n'a pas empêché l'élimination de son équipe par les pensionnaires de Division 3.
Peu de temps après, le 30 octobre, il fait également ses débuts en Jupiler Pro League contre le Lierse SK en remplaçant Fernando Canesin.
Le 23 mars 2012, Anderlecht annonce que Praet resigne pour trois années supplémentaires et que son salaire devrait avoisiner les 800 000 euros par an.
Pour ses débuts dans le noyau professionnel, il doit se contenter de quelques minutes de jeu ici et là. L'arrivée de John van den Brom au poste d'entraineur la saison suivante permet au jeune Louvaniste d'augmenter considérablement son temps de jeu. L'entraineur néerlandais, qui se déclare être un grand fan du talent de Praet, l'aligne d'entrée à l'occasion de la Supercoupe de Belgique face au KSC Lokeren. Il inscrit le premier but de la rencontre après 25 minutes de jeu.
Une blessure l'écarte des terrains durant plusieurs semaines et il mettra quelques matchs pour retrouver une place de titulaire.
Le 18 septembre 2012, Dennis Praet débute en Ligue des champions contre l'AC Milan. Il remplace Cheikhou Kouyate à la 78e minute.
Titulaire lors de la venue du KAA La Gantoise, il marque son premier but en Division 1 après avoir dribblé le gardien.
Pour son premier match face au Club Bruges KV, rival historique du RSC Anderlecht, il inscrit le dernier des six buts anderlechtois en reprenant le ballon de volée depuis l'entrée du grand rectangle après l'avoir contrôlé de la tête.
Le 27 juin 2013, Praet annonce sur les réseaux sociaux qu'à la suite du départ de Kanu, il hérite du numéro 10, conscient de la pression qui vient s'ajouter sur ses épaules.
Il connait des hauts et des bas, lors de cette saison 2013-2014, évoluant à toutes les positions offensives (gauche-axial-droite). Malgré tout, il termine les Play-Offs en forme, permettant à son club, le RSC Anderlecht de décrocher un 33e titre de champion. Il participe, toutes compétitions confondues, à 46 matchs, délivre 9 assists, et inscrit 5 goals.
Le 14 janvier 2015, il remporte le trophée du Soulier d'or. Il devance Víctor Vázquez de FC Bruges de cinq points. Un jour après l'élection du Soulier d'or, la nouvelle se diffuse que Dennis Praet sera écarté des terrains pour une durée de quatre à six semaines à cause d'une surcharge au dos.

#### Sampdoria Gênes (2016-2019)
Le 24 août 2016, l'annonce du transfert de Dennis Praet  à la Sampdoria Gênes est officialisée,.

#### Leicester City (2019-2024)
Le 8 août 2019, Praet a signé un contrat de cinq ans avec le club de Premier League Leicester City F.C., pour un montant rapporté de 20 millions d'euros,. Le 31 août 2021, Praet a rejoint Torino en prêt pour une saison. Praet est revenu à Leicester pour la saison 2022-2023, marquant son unique but de la saison lors d'une victoire 4-2 à l'extérieur contre Aston Villa le 4 février 2023,. Cependant, le club a été relégué après avoir terminé à la 18e position du classement.

#### Antwerp
Le 6 septembre 2024, Praet a signé un contrat de deux saisons avec Antwerp avec une option pour une troisième.

### En sélections nationales
Le 6 novembre 2014, il est sélectionné par Marc Wilmots dans l'équipe nationale de Belgique pour une rencontre amicale contre l'Islande le 12 novembre 2014 et une rencontre comptant pour les qualifications pour l'Euro 2016 contre le Pays de Galles le 16 novembre 2014. Il fait par ailleurs sa première apparition sous le maillot des Diables Rouges lors du match contre l'Islande.
Le 30 mars 2021, il se fait remarquer en marquant son premier but en sélection, lors de la large victoire des Belges contre la Biélorussie (8-0). Il est sélectionné par Roberto Martinez pour participer à l'Euro 2020 où il joue deux rencontres : un match de poule face à la Russie (3-0) et le quart de finale contre l'Italie où les Diables rouges s'inclinent 2-1 face au futur vainqueur de l'édition.
Le 8 septembre, il marque son second but en équipe nationale , l’unique de la rencontre contre la Biélorussie à Kazan. Ce but qui permet à la Belgique de conforter sa première place du groupe E pour la coupe du monde 2022 au Qatar.

## Statistiques

### En club
| Saison                | Club                  | Championnat           | Championnat | Championnat | Championnat | Coupe nationale | Coupe nationale | Coupe nationale | Coupe de la Ligue | Coupe de la Ligue | Coupe de la Ligue | Supercoupe | Supercoupe | Supercoupe | Compétition(s) continentale(s) | Compétition(s) continentale(s) | Compétition(s) continentale(s) | Compétition(s) continentale(s) | Autres compétitions | Autres compétitions | Autres compétitions | Autres compétitions | Total | Total | Total |
| Saison                | Club                  | Division              | M.          | B.          | P.d.        | M.              | B.              | P.d.            | M.                | B.                | P.d.              | M.         | B.         | P.d.       | Comp.                          | M.                             | B.                             | P.d.                           | Comp.               | M.                  | B.                  | P.d.                | M.    | B.    | P.d.  |
| 2011-2012             | RSC Anderlecht        | Division 1            | 7           | 0           | 0           | 2               | 1               | 2               | -                 | -                 | -                 | -          | -          | -          | C3                             | -                              | -                              | -                              | PO1                 | 0                   | 0                   | 0                   | 9     | 1     | 2     |
| 2012-2013             | RSC Anderlecht        | Division 1            | 21          | 2           | 5           | 6               | 2               | 1               | -                 | -                 | -                 | 1          | 1          | 0          | C1                             | 6                              | 1                              | 1                              | PO1                 | 6                   | 0                   | 1                   | 40    | 6     | 8     |
| 2013-2014             | RSC Anderlecht        | Division 1            | 28          | 3           | 5           | 2               | 0               | 3               | -                 | -                 | -                 | 1          | 0          | 0          | C1                             | 6                              | 0                              | 0                              | PO1                 | 9                   | 2                   | 1                   | 46    | 5     | 9     |
| 2014-2015             | RSC Anderlecht        | Division 1            | 20          | 5           | 7           | 2               | 1               | 0               | -                 | -                 | -                 | 1          | 0          | 0          | C1+C3                          | 6+0                            | 1+0                            | 2+0                            | PO1                 | 10                  | 2                   | 2                   | 39    | 9     | 11    |
| 2015-2016             | RSC Anderlecht        | Division 1            | 27          | 4           | 7           | 0               | 0               | 0               | -                 | -                 | -                 | -          | -          | -          | C3                             | 9                              | 0                              | 1                              | PO1                 | 10                  | 2                   | 1                   | 46    | 6     | 9     |
| 2016-2017             | RSC Anderlecht        | Division 1A           | 1           | 0           | 0           | -               | -               | -               | -                 | -                 | -                 | -          | -          | -          | C1+C3                          | 0+1                            | 0+0                            | 0+0                            | PO1                 | -                   | -                   | -                   | 2     | 0     | 0     |
| Sous-total            | Sous-total            | Sous-total            | 104         | 14          | 24          | 12              | 4               | 6               | -                 | -                 | -                 | 3          | 1          | 0          | -                              | 28                             | 2                              | 4                              | -                   | 35                  | 6                   | 5                   | 182   | 27    | 39    |
| 2016-2017             | UC Sampdoria          | Serie A               | 32          | 1           | 1           | 2               | 0               | 0               | -                 | -                 | -                 | -          | -          | -          | -                              | -                              | -                              | -                              | -                   | -                   | -                   | -                   | 34    | 1     | 1     |
| 2017-2018             | UC Sampdoria          | Serie A               | 32          | 1           | 2           | 3               | 0               | 0               | -                 | -                 | -                 | -          | -          | -          | -                              | -                              | -                              | -                              | -                   | -                   | -                   | -                   | 35    | 1     | 2     |
| 2018-2019             | UC Sampdoria          | Serie A               | 34          | 2           | 3           | 3               | 0               | 0               | -                 | -                 | -                 | -          | -          | -          | -                              | -                              | -                              | -                              | -                   | -                   | -                   | -                   | 37    | 2     | 3     |
| Sous-total            | Sous-total            | Sous-total            | 98          | 4           | 6           | 8               | 0               | 0               | -                 | -                 | -                 | -          | -          | -          | -                              | -                              | -                              | -                              | -                   | -                   | -                   | -                   | 106   | 4     | 6     |
| 2019-2020             | Leicester City        | Premier League        | 27          | 1           | 2           | 4               | 0               | 0               | 5                 | 0                 | 1                 | -          | -          | -          | -                              | -                              | -                              | -                              | -                   | -                   | -                   | -                   | 36    | 1     | 3     |
| 2020-2021             | Leicester City        | Premier League        | 15          | 1           | 1           | 2               | 0               | 1               | 1                 | 0                 | 0                 | -          | -          | -          | C3                             | 6                              | 1                              | 0                              | -                   | -                   | -                   | -                   | 24    | 2     | 2     |
| 2022-2023             | Leicester City        | Premier League        | 22          | 1           | 0           | 2               | 0               | 0               | 3                 | 0                 | 1                 | -          | -          | -          | -                              | -                              | -                              | -                              | -                   | -                   | -                   | -                   | 27    | 1     | 1     |
| 2023-2024             | Leicester City        | Championship          | 17          | 0           | 1           | 2               | 1               | 0               | 1                 | 0                 | 0                 | -          | -          | -          | -                              | -                              | -                              | -                              | -                   | -                   | -                   | -                   | 20    | 1     | 1     |
| Sous-total            | Sous-total            | Sous-total            | 81          | 3           | 4           | 10              | 1               | 1               | 10                | 0                 | 2                 | -          | -          | -          | -                              | 6                              | 1                              | 0                              | -                   | -                   | -                   | -                   | 107   | 5     | 7     |
| 2021-2022             | Torino FC (prêt)      | Serie A               | 23          | 2           | 2           | 1               | 0               | 0               | -                 | -                 | -                 | -          | -          | -          | -                              | -                              | -                              | -                              | -                   | -                   | -                   | -                   | 24    | 2     | 2     |
| 2024-2025             | Royal Antwerp FC      | Division 1A           | 16          | 0           | 1           | 4               | 1               | 2               | -                 | -                 | -                 | -          | -          | -          | -                              | -                              | -                              | -                              | PO1+BE              | 10+1                | 0+0                 | 0+0                 | 31    | 1     | 3     |
| 2025-2026             | Royal Antwerp FC      | Division 1A           | 4           | 0           | 0           | -               | -               | -               | -                 | -                 | -                 | -          | -          | -          | -                              | -                              | -                              | -                              | -                   | -                   | -                   | -                   | 4     | 0     | 0     |
| Sous-total            | Sous-total            | Sous-total            | 20          | 0           | 1           | 4               | 1               | 2               | -                 | -                 | -                 | -          | -          | -          | -                              | -                              | -                              | -                              | -                   | 11                  | 0                   | 0                   | 35    | 1     | 3     |
| Total sur la carrière | Total sur la carrière | Total sur la carrière | 325         | 23          | 37          | 35              | 6               | 9               | 10                | 0                 | 2                 | 3          | 1          | 0          | -                              | 34                             | 3                              | 4                              | -                   | 46                  | 6                   | 5                   | 453   | 39    | 57    |

### En sélections nationales
| Saison                | Sélection             | Phases finales        | Phases finales | Phases finales | Phases finales | Éliminatoires CDM | Éliminatoires CDM | Éliminatoires CDM | Éliminatoires EURO | Éliminatoires EURO | Éliminatoires EURO | Ligue des Nations | Ligue des Nations | Ligue des Nations | Matchs amicaux | Matchs amicaux | Matchs amicaux | Total | Total | Total |
| Saison                | Sélection             | Compétition           | M              | B              | Pd             | M                 | B                 | Pd                | M                  | B                  | Pd                 | M                 | B                 | Pd                | M              | B              | Pd             | M     | B     | Pd    |
| --------------------- | --------------------- | --------------------- | -------------- | -------------- | -------------- | ----------------- | ----------------- | ----------------- | ------------------ | ------------------ | ------------------ | ----------------- | ----------------- | ----------------- | -------------- | -------------- | -------------- | ----- | ----- | ----- |
| 2014-2015             | Belgique              | -                     | -              | -              | -              | -                 | -                 | -                 | -                  | -                  | -                  | -                 | -                 | -                 | 1              | 0              | 0              | 1     | 0     | 0     |
| 2018-2019             | Belgique              | -                     | -              | -              | -              | -                 | -                 | -                 | 1                  | 0                  | 0                  | 0                 | 0                 | 0                 | 1              | 0              | 0              | 2     | 0     | 0     |
| 2019-2020             | Belgique              | -                     | -              | -              | -              | -                 | -                 | -                 | 3                  | 0                  | 1                  | -                 | -                 | -                 | -              | -              | -              | 3     | 0     | 1     |
| 2020-2021             | Belgique              | Euro 2020             | 2              | 0              | 0              | 1                 | 1                 | 1                 | -                  | -                  | -                  | 2                 | 0                 | 0                 | 2              | 0              | 0              | 7     | 1     | 1     |
| 2021-2022             | Belgique              | -                     | -              | -              | -              | 1                 | 1                 | 0                 | -                  | -                  | -                  | 1                 | 0                 | 0                 | -              | -              | -              | 2     | 1     | 0     |
| 2022-2023             | Belgique              | -                     | -              | -              | -              | -                 | -                 | -                 | 0                  | 0                  | 0                  | -                 | -                 | -                 | 0              | 0              | 0              | 0     | 0     | 0     |
| Total sur la carrière | Total sur la carrière | Total sur la carrière | 2              | 0              | 0              | 2                 | 2                 | 1                 | 4                  | 0                  | 1                  | 3                 | 0                 | 0                 | 4              | 0              | 0              | 15    | 2     | 2     |

### Matchs internationaux
| Matchs internationaux de Dennis Praet, | Matchs internationaux de Dennis Praet, | Matchs internationaux de Dennis Praet,        | Matchs internationaux de Dennis Praet, | Matchs internationaux de Dennis Praet, | Matchs internationaux de Dennis Praet,  | Matchs internationaux de Dennis Praet, | Matchs internationaux de Dennis Praet,                                    |
| #                                      | Date                                   | Lieu                                          | Adversaire                             | Résultat                               | Compétition                             | Club                                   | Notes                                                                     |
| -------------------------------------- | -------------------------------------- | --------------------------------------------- | -------------------------------------- | -------------------------------------- | --------------------------------------- | -------------------------------------- | ------------------------------------------------------------------------- |
| 1                                      | 12 novembre 2014                       | Stade Roi Baudouin, Bruxelles, Belgique       | Islande                                | V 3 - 1                                | Match amical                            | RSC Anderlecht                         | Entre en jeu à la place de Christian Benteke à la 76e minute de jeu.      |
| 2                                      | 16 octobre 2018                        | Stade Roi Baudouin, Bruxelles, Belgique       | Pays-Bas                               | N 1 - 1                                | Match amical                            | Sampdoria Gênes                        | Entre en jeu à la place de Dries Mertens à la 46e minute de jeu.          |
| 3                                      | 24 mars 2019                           | Stade GSP, Nicosie, Chypre                    | Chypre                                 | V 2 - 0                                | Éliminatoires de l'Euro 2020            | Sampdoria Gênes                        | Entre en jeu à la place de Michy Batshuayi à la 89e minute de jeu.        |
| 4                                      | 6 septembre 2019                       | Stadio Olimpico, Serravalle, Saint-Marin      | Saint-Marin                            | V 4 - 0                                | Éliminatoires de l'Euro 2020            | Leicester City                         | Entre en jeu à la place de Kevin De Bruyne à la 76e minute de jeu.        |
| 5                                      | 13 octobre 2019                        | Astana Arena, Noursoultan, Kazakhstan         | Kazakhstan                             | V 2 - 0                                | Éliminatoires de l'Euro 2020            | Leicester City                         | Titulaire.                                                                |
| 6                                      | 19 novembre 2019                       | Stade Roi Baudouin, Bruxelles, Belgique       | Chypre                                 | V 6 - 1                                | Éliminatoires de l'Euro 2020            | Leicester City                         | Entre en jeu à la place de Kevin De Bruyne à la 68e minute de jeu.        |
| 7                                      | 5 septembre 2020                       | Parken Stadium, Copenhague, Danemark          | Danemark                               | V 2 - 0                                | Ligue des nations 2020-2021             | Leicester City                         | Entre en jeu à la place de Yannick Carrasco à la 57e minute de jeu.       |
| 8                                      | 11 novembre 2020                       | Stade Den Dreef, Louvain, Belgique            | Suisse                                 | V 2 - 1                                | Match amical                            | Leicester City                         | Titulaire.                                                                |
| 9                                      | 15 novembre 2020                       | Stade Den Dreef, Louvain, Belgique            | Angleterre                             | V 2 - 0                                | Ligue des nations 2020-2021             | Leicester City                         | Entre en jeu à la place de Dries Mertens à la 83e minute de jeu.          |
| 10                                     | 30 mars 2021                           | Stade Den Dreef, Louvain, Belgique            | Biélorussie                            | V 8 - 0                                | Éliminatoires de la Coupe du monde 2022 | Leicester City                         | Titulaire et buteur, remplacé par Youri Tielemans à la 71e minute de jeu. |
| 11                                     | 3 juin 2021                            | Stade Roi Baudouin, Bruxelles, Belgique       | Grèce                                  | N 1 - 1                                | Match amical                            | Leicester City                         | Titulaire.                                                                |
| 12                                     | 12 juin 2021                           | Gazprom Arena, Saint-Pétersbourg, Russie      | Russie                                 | V 3 - 0                                | Euro 2020                               | Leicester City                         | Entre en jeu à la place de Yannick Carrasco à la 77e minute de jeu.       |
| 13                                     | 2 juillet 2021                         | Allianz Arena, Munich, Allemagne              | Italie                                 | D 1 - 2                                | Euro 2020                               | Leicester City                         | Entre en jeu à la place de Nacer Chadli à la 73e minute de jeu.           |
| 14                                     | 8 septembre 2021                       | Ak Bars Arena, Kazan, Russie                  | Biélorussie                            | V 1 - 0                                | Éliminatoires de la Coupe du monde 2022 | Torino FC                              | Titulaire et buteur.                                                      |
| 15                                     | 11 juin 2022                           | Cardiff City Stadium, Cardiff, Pays de Galles | Pays de Galles                         | N 1 - 1                                | Ligue des nations 2022-2023             | Torino FC                              | Entre en jeu à la place de Leandro Trossard à la 72e minute de jeu.       |

### Buts internationaux
| Buts internationaux de Dennis Praet, | Buts internationaux de Dennis Praet, | Buts internationaux de Dennis Praet, | Buts internationaux de Dennis Praet, | Buts internationaux de Dennis Praet, | Buts internationaux de Dennis Praet,    | Buts internationaux de Dennis Praet, | Buts internationaux de Dennis Praet, | Buts internationaux de Dennis Praet, | Buts internationaux de Dennis Praet, |
| #                                    | Date                                 | Lieu                                 | Adversaire                           | Résultat                             | Compétition                             | Détail                               | Détail                               | Détail                               | Cape                                 |
| ------------------------------------ | ------------------------------------ | ------------------------------------ | ------------------------------------ | ------------------------------------ | --------------------------------------- | ------------------------------------ | ------------------------------------ | ------------------------------------ | ------------------------------------ |
| 1                                    | 30 mars 2021                         | Stade Den Dreef, Louvain, Belgique   | Biélorussie                          | V 8 - 0                              | Éliminatoires de la Coupe du monde 2022 | 49e                                  | du pied droit                        | 5-0                                  | 10e                                  |
| 2                                    | 8 septembre 2021                     | Ak Bars Arena, Kazan, Russie         | Biélorussie                          | V 1 - 0                              | Éliminatoires de la Coupe du monde 2022 | 33e                                  | du pied droit                        | 0-1                                  | 14e                                  |

## Palmarès

### En club
|  |  | RSC Anderlecht - Championnat de Belgique (3) : - Champion : 2012, 2013 et 2014. - Vice-champion : 2016. - Coupe de Belgique : - Finaliste : 2015. - Supercoupe de Belgique (3) : - Vainqueur : 2012, 2013 et 2014. |  | Leicester City - Championnat d'Angleterre de deuxième division (1) : - Champion : 2024. - Coupe d'Angleterre (1) : - Vainqueur : 2021. - Community Shield (1) : - Vainqueur : 2021. |

### Distinctions personnelles
- Élu Soulier d'or belge en 2014.